# Comino

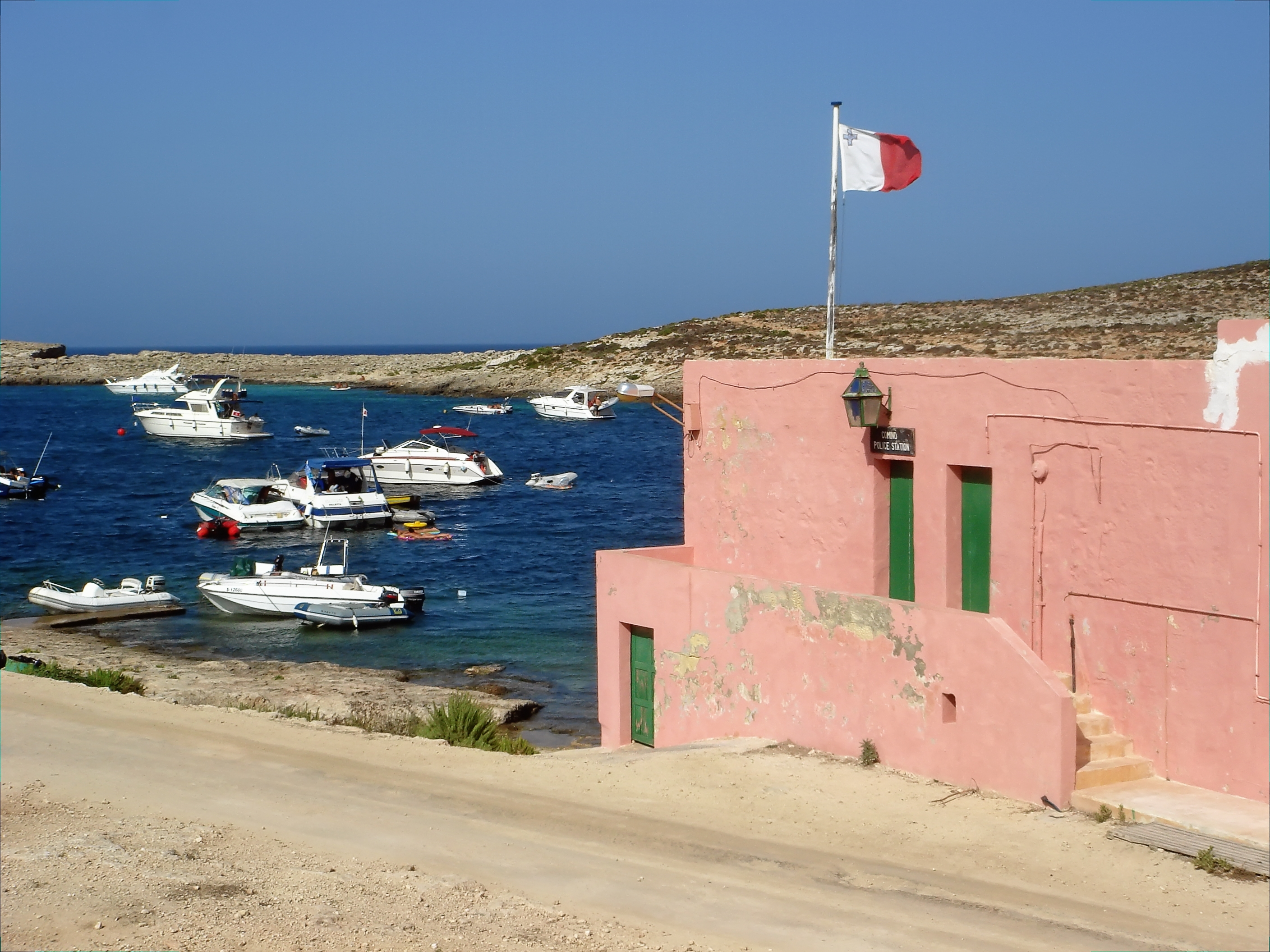
Um posto policial na ilha

Comino (Kemmuna em maltês) é uma ilha das Ilhas Maltesas localizada entre as ilhas de Malta e Gozo no Mar Mediterrâneo. Pertence à República de Malta.
Medindo apenas 2 km² em área, possui uma população permanente de apenas 3 habitantes. Um hotel com uma praia privada foi construído em Comino com o objetivo de atrair turistas em busca de tranquilidade e isolação que o lugar oferece.

## Lugares de interesse

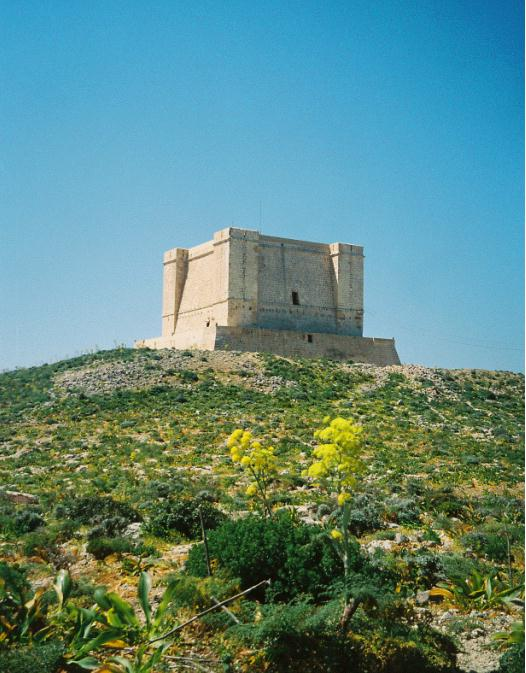
A Torre de Santa Maria

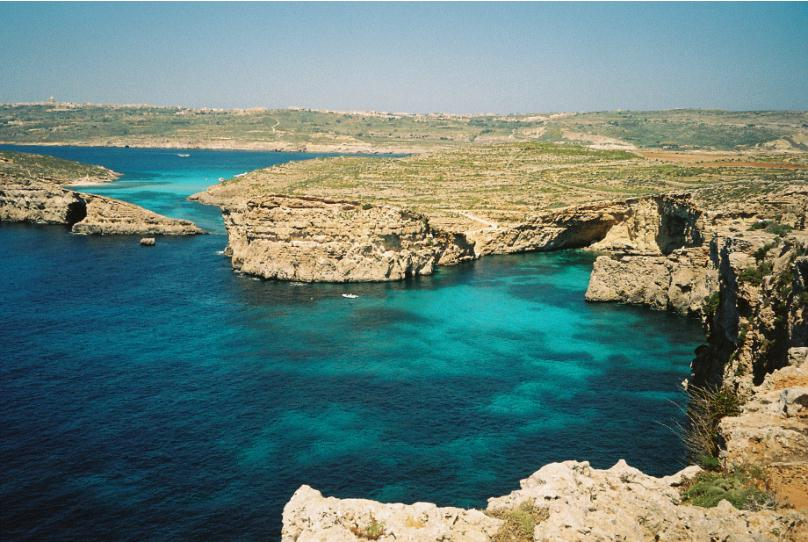
A Lagoa Azul em Comino

Comino é o lar da Lagoa Azul que muitos turistas visitam todos os anos graças ao grande número de pacotes turísticos de barcos operados em Malta e Gozo. A Lagoa Azul é conhecida por suas águas transparentes de cor azul e vida marinha que a faz popular entre mergulhadores e nadadores do mundo inteiro. A St. Mary's Tower (Torre de Santa Maria), construída pela Ordem dos Hospitalários em 1618, ainda está de pé na parte sudeste da ilha. Essas torres foram construídas ao longo da costa, com um intervalo de um quilômetro entre elas, para servirem como um sistema de alerta em caso de invasão. Hoje, A Torre de Santa Maria serve como destino para turistas andando ao redor de Comino.
1. ↑  «Comino». Visit Malta (em inglês). Consultado em 12 de julho de 2022